# クロルジアゼポキシド
クロルジアゼポキシド（英: Chlordiazepoxide）は、最初のベンゾジアゼピン系の薬であり、抗不安薬である。1950年代半ばにポーランド系ユダヤ人化学者のレオ・スターンバックによって見出され、1957年にはスイスのロシュ社より発売された。日本では1961年3月に武田薬品工業からはコントール、山之内製薬（現：アステラス製薬）からはバランスが販売されており、これらは全て先発医薬品扱いである。
連用により依存症、急激な量の減少により離脱症状を生じることがある。向精神薬に関する条約のスケジュールIVに指定されている。麻薬及び向精神薬取締法の第三種向精神薬である。

## 適応
- 神経症における不安・緊張・抑うつ[4]
- うつ病における不安・緊張[4]
- 心身症（胃・十二指腸潰瘍、高血圧症）における身体症候並びに不安・緊張・抑うつ[4]

### ガイドライン
長時間作用型のベンゾジアゼピンは高齢者に使用すべきではない。

## 薬理
クロルジアゼポキシドは一般的なベンゾジアゼピン系薬剤と同様に、鎮静、抗不安、抗痙攣および筋弛緩作用を有する。また、自律神経安定化作用、抗ストレス作用がある。健常成人100mg経口投与時では、およそ4時間後に血中濃度が最高に達した後、徐々に下降する。ベンゾジアゼピン系抗不安薬の中では長時間作用型に分類される。作用機序は、他の多くのベンゾジアゼピン系薬剤と同様、GABAA受容体に作用することによる。

## 禁忌
ベンゾジアゼピン系の薬剤に過敏症の既往歴のある患者、急性狭隅角緑内障、重症筋無力症の患者には禁忌である。
アルコール、中枢神経抑制剤、モノアミン酸化酵素阻害薬、塩酸マプロチリン、ダントロレンナトリウムとは併用に注意が必要である。

## 副作用
よく見られる副作用は眠気、ふらつき、眩暈、頭痛、倦怠感等である。まれに黄疸が出たり、血液、循環器、消化器(吐き気)、皮膚等の異常が見られる。重大な副作用は、依存性、刺激興奮、錯乱、呼吸抑制等がある。アルコールとの併用（飲酒）は中枢神経抑制作用が増強される、副作用が増幅される等の悪影響があるため、併用は避けるべきである。

### 依存性
日本では2017年3月に「重大な副作用」の項に、連用により依存症を生じることがあるので用量と使用期間に注意し慎重に投与し、急激な量の減少によって離脱症状が生じるため徐々に減量する旨が追加され、厚生労働省よりこのことの周知徹底のため関係機関に通達がなされた。奇異反応に関して、錯乱や興奮が生じる旨が記載されている。医薬品医療機器総合機構からは、必要性を考え漫然とした長期使用を避ける、用量順守と類似薬の重複の確認、また慎重に少しずつ減量する旨の医薬品適正使用のお願いが出されている。調査結果には、日本の診療ガイドライン5つ、日本の学術雑誌8誌による要旨が記載されている。